# La Mort d'Hyacinthe (Broc)
Pour les articles homonymes, voir La Mort d'Hyacinthe.
La Mort d'Hyacinthe est un tableau peint par Jean Broc. Exposé au Salon de 1801 l'œuvre d'inspiration mythologique, est un des rares témoignages du néo-classicisme radical prôné par la secte des Barbus, groupe d'artistes dont faisait partie le peintre et qui s'opposait au style officiel de leur maitre Jacques-Louis David. 
Depuis 1899 le tableau appartient aux collections municipales de la ville de Poitiers, et est exposé au musée Sainte-Croix.

## Thème
Dans la version la plus commune du mythe, Hyacinthe est le plus jeune fils du roi d'Amyclées, Amyclas (ou du roi de Sparte, Œbale). D'une beauté exceptionnelle, il est aimé d'Apollon et de Zéphyr. Alors qu'Apollon lui apprend à lancer le disque, Hyacinthe est accidentellement (ou à cause de Zéphyr, selon la version) frappé à la tempe par le disque, et meurt.

## Historique
- Exposé au salon de 1801, n° 45, en pendant d'un tableau Le naufrage de Virginie, n° 44.
- Sans doute reéxposé au salon de 1814, n° 155 sous le titre Hyacinthe blessé.
- Acheté par le baron Demarçay[3]et donné par sa femme au musée de Poitiers en 1899, car inconvenant dans la maison où étaient élevées ses petites-filles[4].

## Expositions
- 1974, De David à Delacroix, la peinture française de 1774 à 1830, Paris-Detroit-New York[5], n° 16, notice de Robert Rosenblum, pages 340-341.
- 1975, Search for Innocence, University of Maryland Art Gallery.
- 1989, La Mort de Bara, Avignon, musée Calvet.
- 1997, Goodbye to Berlin, Berlin, Schwules Museum.
- 2002, L'invention du sentiment, Aux sources du romantisme, Paris, Cité de la musique, n° 38 notice de Philippe Bata, du 3 avril 2002 au 30 juin.
- 2006, Les Artistes américains au Louvre, Paris, Musée du Louvre, du 14 juin au 18 septembre.
- 2009-2010, Lagrima de Eros, Madrid, musée Thyssen-Bornemisza.
- 2010, Utopia Matters : from Brotherhoods to Bauhaus, Berlin, Deutsche Guggenheim ; Venise, Peggy Guggenheim Collection.
- 2012, L'art d'aimer, de la séduction à la volupté, Évian, Palais Lumière[6].
- 2013-2014,  Masculin / Masculin, Paris, musée d'Orsay[7].
- 2018-2019, Amour, Louvre-Lens[8].
- 2023-2024, Flower power, Giverny, MDIG.

## Description
Le tableau, de format figure, montre Apollon, reconnaissable à sa cape rouge et portant sa lyre en bandoulière, tenant dans ses bras Hyacinthe en train de s'effondrer. À ses pieds le disque fatal. Le vent Zéphyr agite la cape d'Apollon, et l'on discerne des fleurs éparses au premier plan. En arrière-plan des arbres et des buissons, une étendue d'eau (un lac ou une rivière) et une montagne constituent le décor de la scène

## Explication de Charles Paul Landon pour le tableau exposé en 1801
« Ce sujet (dont on a déjà donné une esquisse dans ce 2e vol. p. 23, d'après le modèle en plâtre par Callamar), représente la mort d'Hyacinthe, favori d'Apollon, jouant au palet avec ce Dieu, Le jeune homme est atteint d'un coup mortel; il expire dans les bras d'Apollon, qui le change en une fleur qui porte son nom (Voyez la page ci-dessus indiquée).

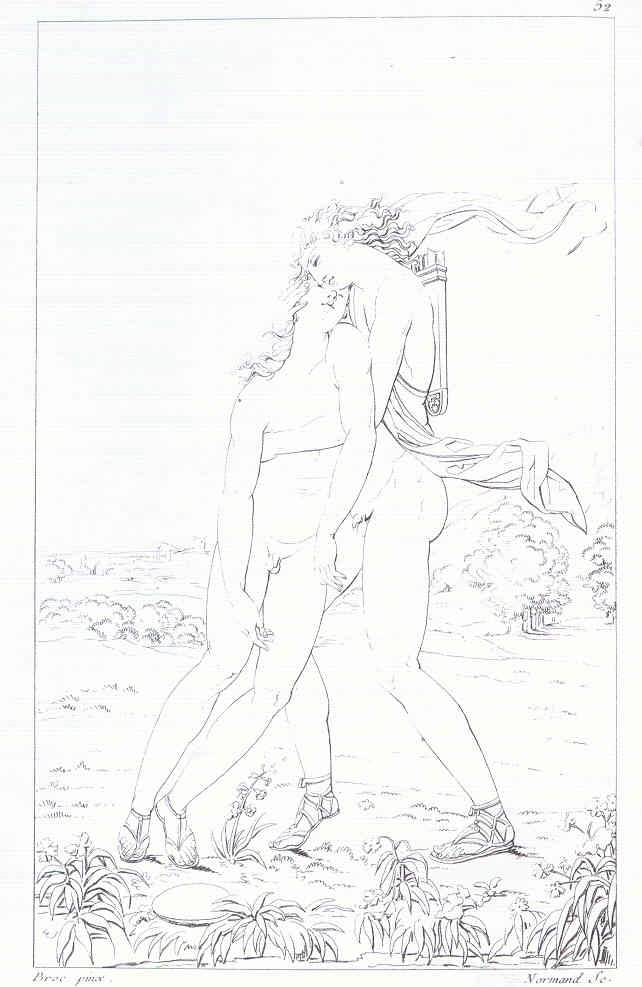
La Mort d'Hyacinthe, gravure au trait publiée dans Les Annales du musée

La mythologie égyptienne, sur laquelle il est probable que les Grecs ont fondé tout leur système religieux, nous apprend qu’Apollon, fils de Chus, fut doué d'une beauté si extraordinaire, que l'on donna son nom au Soleil. Ce prince, aussi recommandable par les qualités de l'esprit que par les agréments extérieurs, enseigna le premier aux Égyptiens les sciences et les arts. Il se joignit à Neptune pour fonder la ville de Troie, passa ensuite dans l'île de Délos où il fit son séjour, parcourut la Grèce, et fixa enfin sa demeure au lieu où était située la ville de Delphes.
Il y fit élever un temple et un palais. Il fit connaître aux Grecs les avantages de la civilisation. A la faveur de la musique, il leur insinuait les principes de la morale; donnait à ceux qui le venaient consulter des conseils toujours justifiés par le succès; prédisait les différens aspects des planètes, le lever et le coucher de la lune, les éclipses de cet astre, et celles du soleil. 
Ces peuples simples et grossiers regardaient leur prince comme un homme extraordinaire; Apollon profita de leur crédulité pour les gouverner avec plus d'empire, et toujours avec sagesse, L'histoire égyptienne, d'Apollon se borne à ce simple récit: on sait de quels Prodiges. L'imagination des Grecs a su l'embellir. Selon la Fable, Apollon est fils de Jupiter et de Latone, et frère de Diane. 
Son premier exploit est la défaite du serpent Python. Il tue les Cyclopes qui avaient forgé la foudre dont le maître des Dieux avait frappé son fils Esculape. Chassé du ciel; il se réfugie chez Admète, qui lui confie la garde de ses troupeaux. Pendant son séjour sur la terre, il invente la lyre, écorche vif Marsias qui avait osé lui disputer le prix du chant, et fait pousser des oreilles d'âne  à Midas, pour avoir adjugé la couronne à l'ignorant Satyre.
Apollon, après avoir perdu son troupeau, que Mercure lui avait enlevé par surprise, quitte le service d'Admète, passe à celui de Laomédon, se joint à Neptune pour former des briques et bâtir les murs de Troie. Leur travail ne reçoit aucun salaire. Laomédon reçoit le prix de son ingratitude: une peste affreuse vient ravager ses États. Apollon cherche à se consoler de ses disgraces avec des mortelles aimables. Il brûle tour-à-tour pour Daphné, Clytie, Coronis et Clymène. 
Ses malheurs fléchissent enfin la colère, de Jupiter, qui le rappelle au ciel, et lui rend sa divinité, avec les attributs qui la caractérisent. Dieu de la poésie, de la musique, de l'éloquence, de la médecine, des augures et des arts, il préside aux concerts des Muses, et tantôt il habite avec elle les monts Parnasse, Hélicon, Piérius, les bords du Permesse et d'Hyppocrène, tantôt il prête un nouveau charme aux festins des Dieux par les doux accords de sa Lyre.
Ce tableau exposé au Salon de 1801, a obtenu une mention honorable au jugement du jury des arts. »

— Landon, Les Annales du musée, Salon de 1802, tome, II, page 103-10.

## Œuvres d'autres artistes du même sujet
- Avant Broc :
  - Rubens, Madrid, musée du Prado.
  - Boizot, salon de 1745, n° 133.
  - Giambattista Tiepolo, vers 1752-53, Musée Thyssen-Bornemisza, Madrid[9]
  - Benjamin West. Ce tableau fut exposé à Paris entre 1794 et 1801 et Broc l'a certainement vu. Il est, de nos jours, conservé à Swarthmore en Pennsylvanie au Swarthmore College.
- Après Broc :
  - La Mort d'Hyacinthe de Merry-Joseph Blondel, sans date, Gray, Musée Baron Martin.
  - Girodet, (attribué à), Angoulême, musée des Beaux-arts.
  - Callamard, (sculpture), salon de 1812 et 1814.
  - Bosio, (sculpture), salon de 1817, Paris, musée du Louvre.